# Nadine Prohaska
Nadine Prohaska (Bécs, 1990. augusztus 15. –) osztrák női válogatott labdarúgó.

## Pályafutása

### A válogatottban

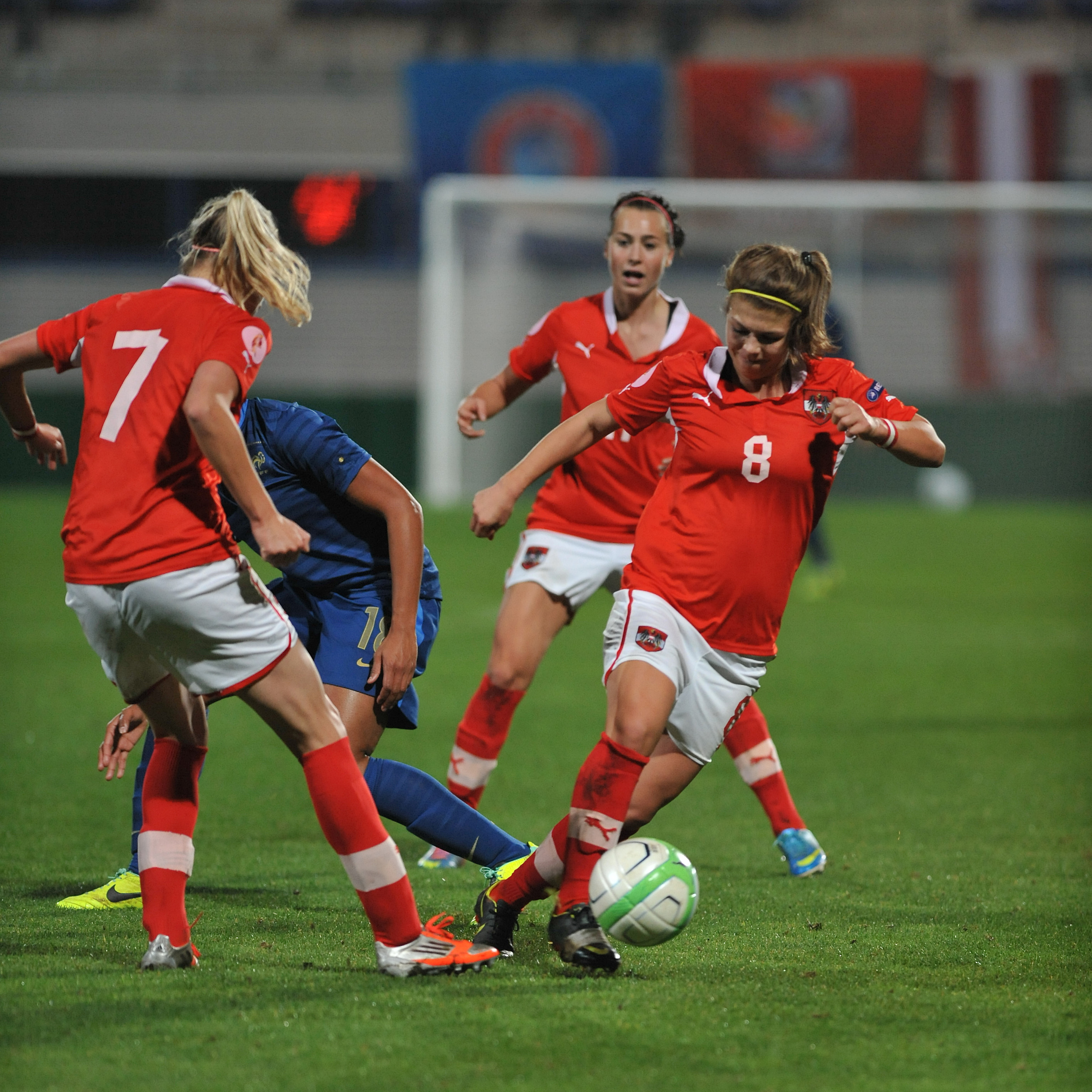
Akcióban a franciák ellen 2013-ban.

2008. június 25-én az Izrael elleni 2009-es Eb-selejtezőn lépett első alkalommal pályára osztrák színekben. 2014-ben két gólt szerzett az Algarve-kupán. Részt vett a 2016-os osztrák győzelemmel zárult Ciprus-kupán és tagja volt a 2017-es Európa-bajnokságon elődöntőig jutott keretnek.
2020. szeptember 1-én bejelentette visszavonulását.

## Statisztikái

### A válogatottban
2019. október 8-al bezárólag
| Válogatott | Szezon   | Mérk. | Gól |
| ---------- | -------- | ----- | --- |
| Ausztria   |          |       |     |
| 2008       | 2        | 0     |     |
| 2009       | 4        | 0     |     |
| 2010       | 9        | 0     |     |
| 2011       | 6        | 1     |     |
| 2012       | 7        | 1     |     |
| 2013       | 9        | 0     |     |
| 2014       | 10       | 3     |     |
| 2015       | 8        | 2     |     |
| 2016       | 9        | 0     |     |
| 2017       | 15       | 0     |     |
| 2018       | 9        | 0     |     |
| 2019       | 6        | 0     |     |
| Összesen   | Összesen | 94    | 7   |

| Ausztria színeiben szerzett góljai | Ausztria színeiben szerzett góljai | Ausztria színeiben szerzett góljai            | Ausztria színeiben szerzett góljai | Ausztria színeiben szerzett góljai | Ausztria színeiben szerzett góljai | Ausztria színeiben szerzett góljai | Ausztria színeiben szerzett góljai |
| ---------------------------------- | ---------------------------------- | --------------------------------------------- | ---------------------------------- | ---------------------------------- | ---------------------------------- | ---------------------------------- | ---------------------------------- |
|                                    |                                    |                                               |                                    |                                    |                                    |                                    |                                    |
| Gól                                | Dátum                              | Helyszín                                      | Ellenfél                           | Találat                            | Eredmény                           | Esemény                            | Forrás                             |
| 1.                                 | 2011. április 27.                  | Stojnci Stadion, Stojnci                      | Szlovénia                          | 3–0                                | 5–0                                | Barátságos mérkőzés                | [ 4 ]                              |
| 2.                                 | 2012. június 16.                   | Viktoria Stadion, Prága                       | Csehország                         | 2–0                                | 3–2                                | 2013-as Eb-selejtező               | [ 5 ]                              |
| 3.                                 | 2014. március 10.                  | Estádio Municipal, Vila Real de Santo António | Oroszország                        | 2–0                                | 3–2                                | Algarve-kupa                       | [ 6 ]                              |
| 4.                                 | 2014. március 12.                  | Algarve Stadion, Faro                         | Portugália                         | 1–0                                | 2–1                                | Algarve-kupa                       | [ 7 ]                              |
| 5.                                 | 2014. június 14.                   | Wiener Neustädter Stadion, Bécsújhely         | Finnország                         | 3–1                                | 3–1                                | 2015-ös vb-selejtező               | [ 8 ]                              |
| 6.                                 | 2015. március 9.                   | Valbruna Stadion, Rovinj                      | Írország                           | 1–0                                | 2–0                                | Isztria-kupa                       | [ 9 ]                              |
| 7.                                 | 2015. október 25.                  | Itztadion Ironi Lod, Lod                      | Izrael                             | 1–0                                | 1–0                                | 2017-es Eb-selejtező               | [ 10 ]                             |

## Sikerei, díjai

### Klubcsapatokban

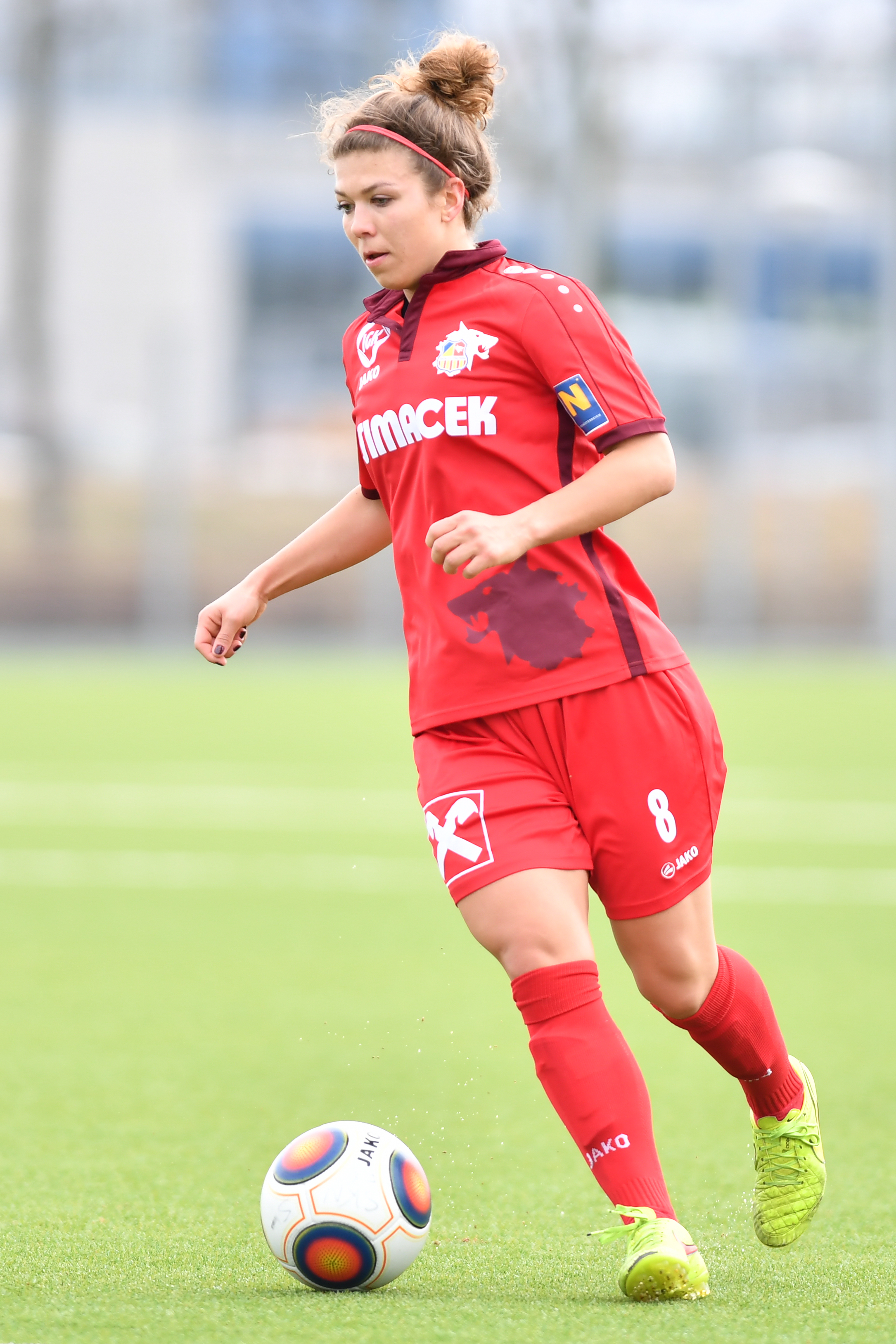
2017-ben a St. Pölten színeiben.

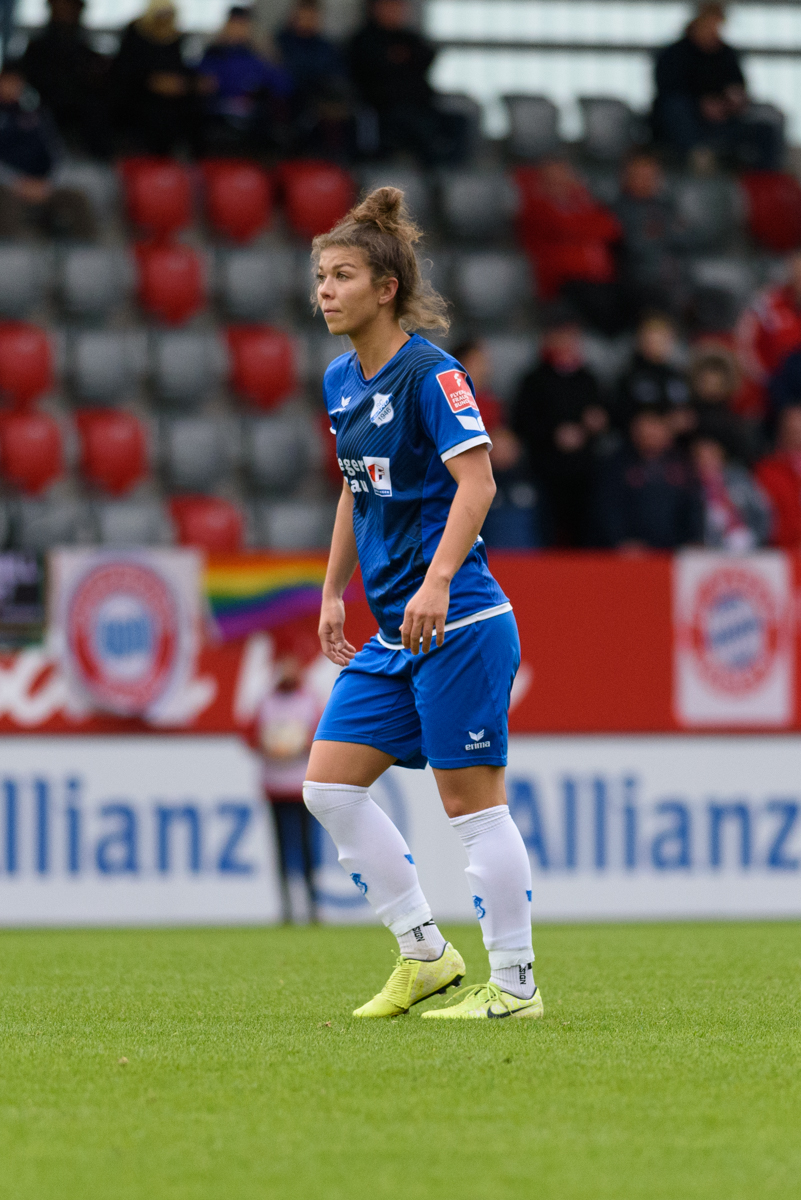
Utolsó állomáshelyén 2020-ban az SC Sand mezében.

Osztrák bajnok (4):
- SV Neulengbach (2): 2007–08, 2008–09
- SKN St. Pölten (2): 2016–17, 2017–18

 Osztrák kupagyőztes (4): 
- SV Neulengbach (2): 2008–09, 2009–10
- SKN St. Pölten (2): 2016–17, 2017–18

 Bundesliga-kupagyőztes (1): 
- Bayern München (1): 2011

### A válogatottban
Ausztria
- Ciprus-kupa győztes: 2016[11]